# Carlos Leoni Werneck
Carlos Leoni Werneck (Rio de Janeiro, 14 de dezembro de 1888 – Rio de Janeiro, 26 de novembro de 1946) foi um médico brasileiro.
Doutorado em medicina pela Faculdade de Medicina do Rio de Janeiro em 1912, defendendo a tese “Diagnostico dos tumores cerebrais operáveis”. Foi eleito membro da Academia Nacional de Medicina em 1920, sucedendo Alfredo Alves da Silva Porto na Cadeira 23, que tem Maciel Monteiro como patrono.